# تپه ریسانی
تپه ریسانی مربوط به عصر مفرغ است و در شهرستان دالاهو، بخش مرکز ی، دهستان بیونیج، روستای ریسانی واقع شده و این اثر در تاریخ ۲۷ اسفند ۱۳۸۶ با شمارهٔ ثبت ۲۲۴۹۱ به‌عنوان یکی از آثار ملی ایران به ثبت رسیده است.